# Вестман, Карл (архитектор)
Карл Вестман (швед. Carl Westman; 20 февраля 1866, Уппсала — 23 января 1936, Стокгольм) — шведский архитектор.

## Биография
Сын металлурга Эрнста Вестмана. Учился в Королевской технологической школе (1885—1889) и Королевской академии свободных искусств (1889—1892). В 1893—1895 годах работал в США. По возвращении стажировался у Арона Юханссона, работавшего в этот период над зданием Парламента Швеции. В 1897 году открыл собственную мастерскую.
Важнейшие работы Вестмана — здание Музея Рёхса в Гётеборге (1910—1914) и Стокгольмского королевского суда (1911—1915). Кроме того, Вестман построил ряд крупных больниц. Его работы относят к национально-романтическому стилю и неоклассицизму.